# Negrita Jayde
Negrita Jayde (5 de julho, 1958 - 28 de agosto de 2009) foi campeã canadense de fisiculturismo, personal trainer, autora, atriz e empresária. Ela era parceira de longa data e companheira de Gregory Hines na época de sua morte, em 9 de agosto de 2003. Seus livros incluem Supervixen: Secrets for Building a Lean and Sexy Body.
Negrita morreu de câncer em 28 de agosto de 2009.